# 1000 Robota
1000 Robota ist eine Band aus Hamburg. Sie besteht aus Anton Spielmann, Jonas Hinnerkort und Sebastian Muxfeldt.
2008 erschien ihre erste EP Hamburg brennt. 2010 gewann die Band den Hamburger Musikpreis HANS in der Kategorie Hamburger Nachwuchs des Jahres.
Das Trio wurde von der Regisseurin Sandra Trostel drei Jahre lang mit der Kamera verfolgt, der daraus entstandene Film „Utopia Ltd.“ wurde auf der Berlinale und im Mai 2011 in einigen deutschen Kinos gezeigt sowie im September 2013 auf ZDF kultur. Er bekam das Prädikat „wertvoll“.

## Diskografie

### Alben
- 2008: Du nicht er nicht sie nicht (Tapete Records)
- 2010: Ufo (Buback)
- 2022: 3/3 (Tapete Records)

### EPs
- 2008: Hamburg brennt (Tapete Records)

### Singles
- 2008: Mein Traum (Tapete Records)
- 2010: Fahr weg (Buback)
- 2010: Er sagt (Buback)
- 2021: Ende (Tapete Records)